# 合掌の絵文字

合掌の絵文字

合掌の絵文字（がっしょうのえもじ、英:PERSON WITH FOLDED HANDS、🙏）は、合掌している様子をモチーフにした絵文字である。FOLDED HANDSは直訳すれば「折り畳まれた手」となるが、本項では合掌として意訳する。

## 開発経緯
もともとはau by KDDI独自の絵文字セットに含まれていたものであり、2010年のUnicode6.0に「emoticons」という名称でソフトバンクモバイル、au by KDDI、およびNTTドコモの絵文字セットの一部に含まれていた。2010年代前半には、絵文字の人気が世界で急激に高まった。絵文字の最初のバージョン（Emoji 1.0）が2015年に公開されて以来、この絵文字は絵文字の Unicode技術標準に含まれている。

## 使用用途
日本では主に、依頼、感謝、謝罪、祈り、いただきます、ごちそうさまの食事の挨拶などとして使われる。特に依頼と謝罪、感謝の場合は汗マークと合わせて使用されることもある。
海外ではまれにハイタッチとして用いられることがあり、インドでは挨拶として用いられる。なお、ハイタッチとして用いることは、この絵文字が「1人が手を合わせていること」をモチーフに開発されたことを踏まえれば誤用である。

## 符号位置
| 記号 | Unicode | JIS X 0213 | 文字参照 | 名称 |
| ---- | ------- | ---------- | -------- | ---- |
| 🙏   | U+1F64F | -          |          | 合掌 |